# Direkte Demokratie in Brandenburg
Möglichkeiten der Wahrnehmung von Instrumenten der direkten Demokratie in Brandenburg bestehen auf Landesebene, der Ebene der Gemeinde und kreisfreien Städte sowie des Landkreises.

## Direkte Demokratie auf Landesebene

### Volksinitiative
Gem. Art. 76 der Landesverfassung können die Einwohner Brandenburgs den Landtag veranlassen sich mit einer bestimmten Angelegenheit zu befassen. Handelt es sich hierbei um die Auflösung des Landtages sind 150.000 Stimmberechtigte erforderlich, ansonsten 20.000 Einwohner. Nach Einreichung des Antrages haben die Vertreter das Recht auf Anhörung. 
Ausgeschlossen sind Initiativen zu Dienst- und Versorgungsbezügen, Abgaben und Personalentscheidungen.

### Volksbegehren und Volksentscheid
Kommt der Landtag den Anliegen der Volksinitiative nicht nach können die Vertreter gem. Art. 77 Abs. 1 der Landesverfassung ein Volksbegehren verlangen. Eine gerichtliche Überprüfung des darauf basierenden Volksbegehrens können ein Drittel der Mitglieder des Landtages oder die Landesregierung verlangen. Ein direktes Durchführen eines Volksbegehrens ist nicht vorgesehen.
Das Volksbegehren ist gem. Art. 77 Abs. 3 der Landesverfassung erfolgreich, wenn mindestens 80.000 Stimmberechtigte innerhalb von sechs Monaten zugestimmt haben. Behandelt das Volksbegehren die Auflösung des Landtages sind mindestens 200.000 Stimmberechtigte erforderlich.
Daraufhin verbleibt dem Landtag die Möglichkeit gem. Art. 78 Abs. 1 der Landesverfassung binnen drei Monaten dem Volksbegehren zu entsprechen. Entspricht der Landtag dem Volksbegehren nicht muss grundsätzlich nach weiteren vier Monaten der Volksentscheid durchgeführt werden. Bei Gesetzesentwürfen ist dann die einfache Mehrheit der Stimmberechtigten ausreichend, wobei es ein Mindestquorum der Wahlbeteiligung von einem Viertel gibt. Bei der Auflösung des Landtages ist eine zwei Drittel Mehrheit erforderlich und ein Mindestquorum der Wahlbeteiligung von der Hälfte der Stimmberechtigten. Hierbei zählen nur die gültigen Ja- und Nein-Stimmen. Gleiches gilt gem. Art. 79 der Landesverfassung für Verfassungsänderungen.
In Brandenburg wurden bis 2021 insgesamt 12 Volksbegehren durchgeführt.

## Direkte Demokratie auf kommunaler Ebene

### Einwohnerantrag
Einwohner, die das 16. Lebensjahr vollendet haben, können gem. § 14 Abs. 1 der Gemeindeordnung verlangen, dass sich die jeweilige Gebietskörperschaft mit einer ihr obliegenden Selbstverwaltungsangelegenheit beschäftigt. Der Einwohnerantrag muss schriftlich eingereicht sein und eine zusätzliche Begründung erhalten. Er muss von mindestens 5 Prozent der Antragsberechtigten unterzeichnet sein. Eine Vertrauensperson und eine stv. Vertrauensperson müssen benannt werden. Ihnen ist Gelegenheit zu geben ihren Antrag in der nächsten Ratssitzung zu vertreten.
Der Einwohnerantrag auf der Ebene des Landkreises ist in § 17 der Landkreisordnung geregelt. Das Procedere entspricht weitestgehend dem auf Gemeindeebene.

### Bürgerbegehren und Bürgerentscheid

#### Gemeinden
Die Einwohner können einen Bürgerentscheid über eine Selbstverwaltungsangelegenheit ihrer Gemeinde verlangen. Im Gegensatz zum Einwohnerantrag, bei dem die Bürger keinen Einfluss auf die Entscheidung des Organs haben, können sie bei einem Bürgerentscheid selbst eine Entscheidung herbeiführen. Initiierendes Bürgerbegehren und Bürgerentscheid sind in § 15 der Gemeindeordnung gesetzlich verankert. Brandenburg bedient sich eines sog. Negativkatalogs und listet in § 15 Abs. 5 der Gemeindeordnung Tatbestände auf, in denen ein Bürgerbegehren unzulässig ist.
Die Gemeindeordnung differenziert zwischen zwei Arten von Bürgerbegehren: Kassatorische Bürgerbegehren (§ 15 Abs. 4 Gemeindeordnung), die sich gegen einen Beschluss der Gemeindevertretung oder des Hauptausschusses richten und initiierende Bürgerbegehren (§ 15 Abs. 3 Gemeindeordnung), die über eine Angelegenheit der jeweiligen Gemeinde in ihrer Entscheidungszuständigkeit abstimmen.
Das initiierende Bürgerbegehren ist zweistufig: In der ersten Stufe gem. § 15 Abs. 2 der Gemeindeordnung erfolgt eine Prüfung durch die zuständige Kommunalaufsichtsbehörde. Dazu muss das Bürgerbegehren zunächst von Bürgern der Gemeinde unterstützt werden. Die erforderliche Anzahl an Unterstützern entspricht der doppelten Anzahl der Gemeindevertreter. Die dafür vorbereiteten Unterschriftenlisten müssen den vollen Wortlaut der Fragestellung, eine Begründung, eine Vertrauensperson sowie die von der Verwaltung durchgeführte Kostenschätzung enthalten. Hat die Kommunalaufsicht die Zulässigkeit festgestellt, kann das initiierende Bürgerbegehren durch Sammlung weiterer Unterschriften gem. § 15 Abs. 3 der Gemeindeordnung abgeschlossen werden. Hierbei ist ein Mindestquorum von 10 Prozent der Bürger einzuhalten.
Bei einem kassatorischen Bürgerbegehren, also einem solchen, dass sich gegen einen Beschluss der Gemeindevertretung oder des Hauptausschusses richtet, ist gem. § 15 Abs. 4 eine Prüfung durch die Kommunalaufsicht nicht vorgesehen. Ansonsten ist das Procedere gleichermaßen aufgebaut. Allerdings besteht eine Ausschlussfrist von acht Wochen nach Veröffentlichung des aufzuhebenden Beschlusses. Nach Ablauf dieser Frist ist das kassatorische Bürgerbegehren unzulässig. Über die Entscheidung der Zulässigkeit hat die Gemeindeverwaltung ohne schuldhaftes Zögern (unverzüglich) zu entscheiden.
Nach Erreichen des Mindestquorums an Unterstützern findet durch Vorlage des entworfenen Bürgerbegehrens der Bürgerentscheid statt. Hierbei ist die Mehrheit der gültigen Stimmen erforderlich, jedoch eine Mindestwahlbeteiligung von 25 Prozent der Stimmberechtigten. Der erfolgreiche Bürgerentscheid hat eine Wirkungsdauer von zwei Jahren. Innerhalb dieser Frist kann er nur durch einen neuen Bürgerentscheid, der durch Beschluss der Gemeinde initiiert wurde, geändert werden.
Bürgerbegehren und Bürgerbescheid auf Landkreisebene sind in § 18 der Landkreisordnung geregelt. Mindestquorum und Procedere entsprechen weitestgehend dem kassatorischen Bürgerbegehren auf Gemeindeebene.